# Chester I. Long

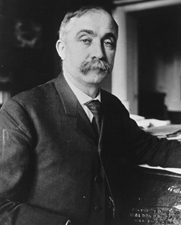
Chester I. Long

Chester Isaiah Long (* 12. Oktober 1860 im Perry County, Pennsylvania; † 1. Juli 1934 in Washington, D.C.) war ein US-amerikanischer Politiker (Republikanische Partei), der den Bundesstaat Kansas in beiden Kammern des Kongresses vertrat.

## Leben

### Kindheit und Jugend
Chester I. Long wurde als jüngstes von neun Kindern von Abraham und Mary Long in Pennsylvania geboren; die Vorfahren seines Vaters waren im frühen 18. Jahrhundert von Deutschland aus in die USA gekommen. Im Alter von fünf Jahren zog er mit seiner Familie ins Daviess County in Missouri, wo sein Vater eine Farm erworben hatte. Er besuchte ländliche Schulen und hatte darum einen eher niedrigen Bildungsstand.
Er begann 1875 als Hilfslehrer an einer Schule zu arbeiten und komplettierte seine Schulausbildung im Jahr 1880 an einer Schule in Paola (Kansas). Drei weitere Jahre lang war er als Lehrer tätig, bis er im Jahr 1883 eine Anstellung in der Rechtsanwaltskanzlei Peck, Johnson & McFarland in Topeka fand. 1885 wurde er nach einem Studium der Rechtswissenschaften Mitglied der Anwaltskammer von Kansas. Kurz danach eröffnete er in Medicine Lodge eine eigene Kanzlei.

### Politische Karriere
Bereits als 16-Jähriger zeigte sich Long politisch interessiert, als er eine Fackel bei einem Umzug der Republikaner tragen durfte. Aufgrund seiner rhetorischen Begabung traten oft republikanische Spitzenkandidaten für Senats- oder Abgeordnetenposten an Long heran, der daraufhin als Redenschreiber fungierte.
1889 kandidierte Long erfolgreich für einen Sitz im Senat von Kansas, dem er in der Folge als jüngster Senator bis 1892 angehörte. Im selben Jahr kandidierte er als Republikaner für einen Sitz im US-Repräsentantenhaus, musste jedoch gegen Jerry Simpson, den Kandidaten der Populist Party, eine Niederlage hinnehmen. 1894 kandidierte Long ein zweites Mal und konnte dieses Mal einen Wahlsieg verbuchen. Er konnte jedoch nur eine Legislaturperiode lang, vom 4. März 1895 bis zum 3. März 1897, seinen Sitz in Washington verteidigen; im Jahr 1896 scheiterte er bereits in den Worwahlen. 1898 meldete er erneut seine Kandidatur für einen Sitz im Repräsentantenhaus an und konnte wiederum einen Wahlsieg verbuchen. Long, der sein Amt am 4. März 1899 antrat, wurde in der Folge zweimal im Amt bestätigt, und amtierte bis zum 4. März 1903.
Den nächsten Schritt auf der Karriereleiter bedeutete seine Wahl zum US-Senator im Januar 1903. Eine erneute Kandidatur für das Amt scheiterte jedoch im Jahr 1908, so dass Long am 3. März 1909 aus dem Senat ausschied.

### Späteres Leben und Familie
Nach seiner Karriere als Politiker widmete sich Long wieder seinem Beruf als Rechtsanwalt, zunächst in Medicine Lodge, und, ab dem Jahr 1911, in Wichita. Zwischen 1921 und 1923 gehörte er einer Kommission an, deren Aufgabe es war, das Staatsgesetz von Kansas zu reformieren.
1925 zog er nach Washington, wo er im selben Jahr zum Präsidenten der American Bar Association, der Vereinigung der US-amerikanischen Rechtsanwälte, gewählt wurde. 1926 legte er jenes Amt nieder und widmete sich seiner Pension. Diese verbrachte er mit seiner Frau Anna Bache, mit der er seit dem 12. Februar 1895 verheiratet war. Die beiden hatten zwei gemeinsame Töchter, Agnes und Margaret.